# 2663 Мильтіад
2663 Мильтіа́д (2663 Miltiades) — астероїд головного поясу, відкритий 24 вересня 1960 року.
Тіссеранів параметр щодо Юпітера — 3,620.